# Sea Towers
Sea Towers (с английского буквально «морские башни») — двухбашенный небоскрёб, расположенный в центре польского города Гдыня. Построен в 2006–2009 годах. Башни установлены на общем основании. Общая высота одной из них составляет 141,6 м, другой — 91 м. Проект Sea Towers был разработан венской архитектурной студией Анджея Капусцика, а инвестором выступила компания Invest Komfort SA. Самое высокое здание Гдыни. На момент завершения строительства также являлось самым высоким жилым зданием в Польше.

## Строительство
10 мая 2006 года состоялась церемония закладки первого камня комплекса. Первоначально планировался светлый фасад здания, но в ходе строительства было принято решение облицевать его тёмным гранитом. На строительство здания потребовалось 42,4 тысячи кубических метров бетона и 4,3 тысячи тонн стали. Масса башен — 140 тысяч тонн. Причиной длительных земляных работ стало небольшое расстояние до воды. Район требовал укрепления и уплотнения почвы, так как до 1930 года сюда доходило море. Строительство было завершено 28 февраля 2009 года, а официальное открытие состоялось 14 августа 2009 года, хотя первые квартиры были сданы в эксплуатацию уже в декабре 2008 года.

## Характеристики комплекса
Sea Towers включает жилые, служебные и офисные помещения и состоит из двух башен: в одной — 29 этажей, в другой — 38. По первоначальным планам, более низкая башня должна была иметь высоту 91 м, а более высокая — 116 м, а вместе с мачтой антенной она должна была достигать высоты 138 м. После установки мачты 17 сентября 2008 года общая высота здания составила 141,6 м, включая длину мачты 16,2 м, таким образом, длина самой высокой башни до крыши составляет 125,4 м. Нижние этажи отведены под технические помещения и гаражи, следующие — под служебные, офисные и торговые помещения, а выше расположена жилая зона с квартирами различной площади.
Сообщение между этажами обеспечивается семью бесшумными скоростными лифтами, которые спускаются до уровня гаража. За каждой квартирой также закреплено одно индивидуальное парковочное место в подземном гараже. На верхнем этаже самой высокой башни Sea Towers находится смотровая площадка (вопреки первоначальным заявлениям, она не является общедоступной, а доступна только для жильцов и их гостей), с которой можно увидеть, среди прочего, Гданьский залив, полуостров Хель и значительную часть Труймяста.
Здание расположено в самом центре Гдыни, в так называемой Приморской престижной городской зоне на территории бывшей компании «Дальмор» рядом со сквером Костюшко в 12 м от береговой линии — набережной Президента. Башни расположены недалеко от пляжа и пристани для яхт. В здании имеется круглосуточный консьерж, интегрированные системы сигнализации, наблюдения и видеофоны в каждой квартире. В небоскрёбе насчитывается около 250 квартир.
До строительства Sea Towers самой высокой смотровой площадкой в районе Средместья была моренная возвышенность и один из районов Гдыни — Каменна-Гура.
Квартиры в Sea Towers — одни из самых дорогих в Труймясто. Самый дорогой пентхаус площадью 381 квадратный метр был продан в 2021 году за 16 000 000 злотых.